# سکلافانی بانی
سکلافانی بانی (به ایتالیایی: Sclafani Bagni) یک کومونه در ایتالیا است که در استان پالرمو واقع شده‌است. سکلافانی بانی ۱۳۶٫۸ کیلومتر مربع مساحت و ۴۳۷ نفر جمعیت دارد و ۸۱۳ متر بالاتر از سطح دریا واقع شده‌است.